# Leopold Plasch
Leopold Plasch (* 11. Juni 1948 in Wien) ist ein österreichischer Pädagoge und Politiker (SPÖ). Von 2010 bis 2018 war er Bezirksvorsteher im 4. Wiener Gemeindebezirk Wieden.

## Leben
Im Jahr 1983 wurde er Bezirksrat in Wieden. Später stand er als Klubobmann der SPÖ im Bezirksparlament vor.
Plasch wurde nach der Landtags- und Gemeinderatswahl in Wien 2010 zum Bezirksvorsteher gewählt und war bis dahin Hauptschuldirektor im 5. Wiener Gemeindebezirk. Er bekleidete zuvor beim ARBÖ und bei den Wiener Kinderfreunden führende Positionen für die SPÖ.  Am 22. Oktober 2018 legte Plasch das Amt des Bezirksvorstehers zurück. Zu seiner Nachfolgerin wurde Lea Halbwidl gewählt.
Plasch ist verheiratet und hat vier Kinder.

## Auszeichnungen
- 2019: Goldenes Ehrenzeichen für Verdienste um das Land Wien[6]